# 伊胡西河
伊胡西河（Ihosy）是馬達加斯加的河流，位於該國中部菲亞納蘭楚阿省，發源自伊胡西附近，河道全長304公里，流域面積3,700平方公里，平均坡度2.4米/公里。